# 奇跡咖飛場

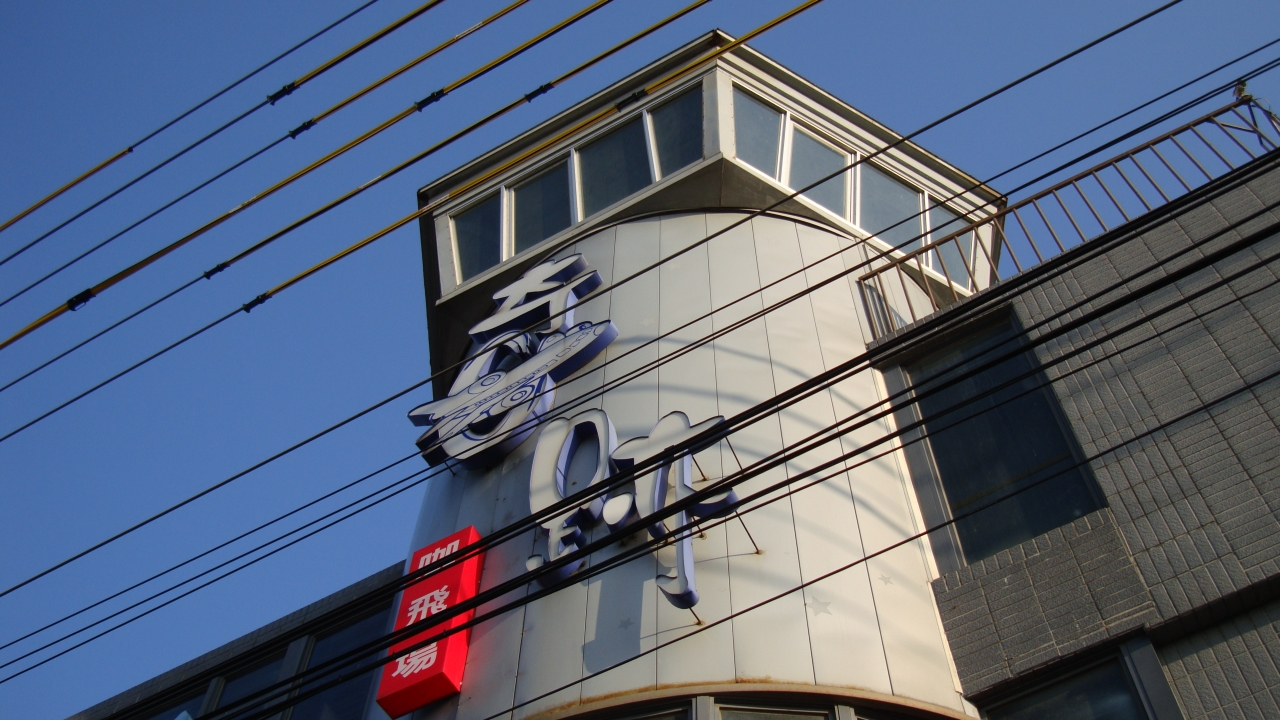
奇跡咖飛場的機場塔臺型建築外觀

25°5′23.3″N 121°13′44.9″E / 25.089806°N 121.229139°E
奇跡咖飛場是一處目前已歇業位於臺灣桃園市大園區的私人民宅，原為1998年中華航空的大園空難失事現場，經重建後改為露天景觀咖啡廳，因地理位置接近桃園國際機場，為桃園機場周邊的的賞機景點。
後續因受到COVID-19疫情，以及航空城徵收影響，開了20年的奇跡咖飛場已在2022年9月結束營業。

## 歷史與由來

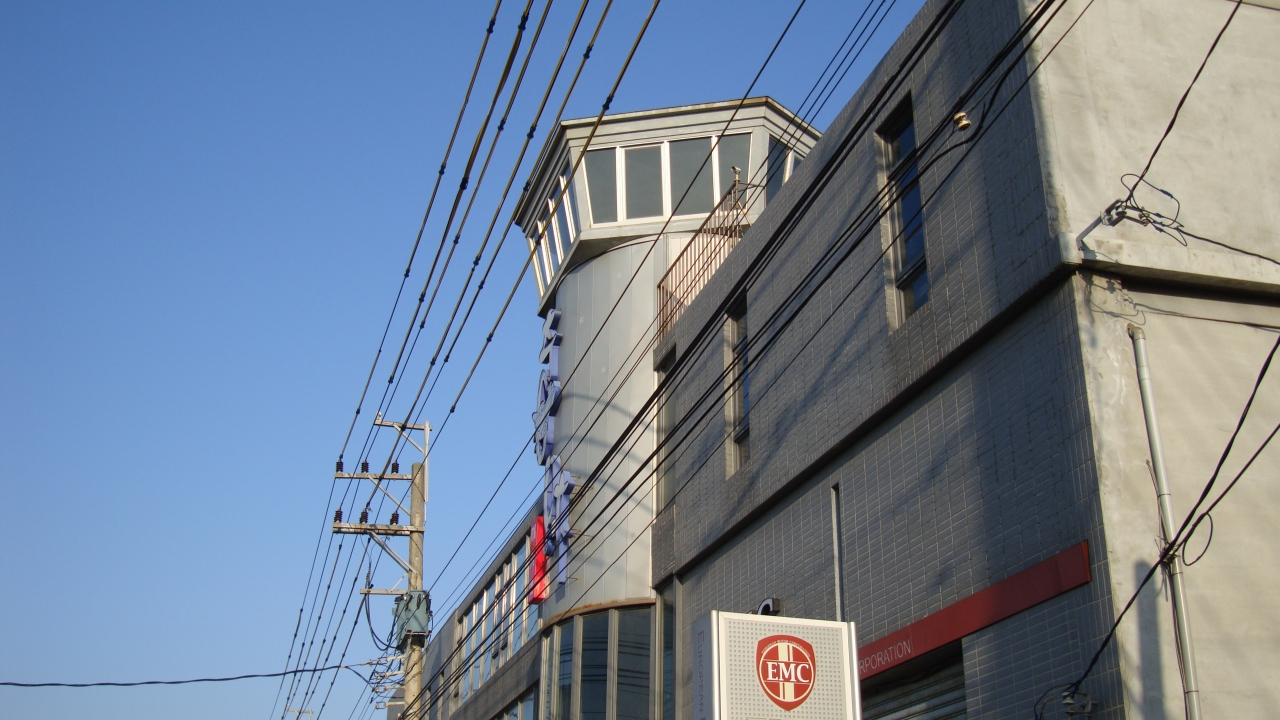
奇跡咖飛場建築外型的較遠處視點

咖啡廳所在的地點原本僅是私人住宅，由前大園鄉長陳秋霖所持有，老闆陳義豐是陳秋霖的二兒子（次子）。1998年2月16日，華航發生大園空難，空難波及到地面造成6人死亡，其中一名地面罹難者是陳義豐的堂妹。
之後雖然房屋重建，但因為發生過空難的因素，導致房屋重建之後成為凶宅，無法轉賣或轉租出去。且部分大園鄉的居民亦因為此地曾經是「空難現場」的陰影而選擇搬離此地避免觸景傷情，使原先本來就沒有多少人居住的國際路在空難發生之後有一段時間幾乎呈現無人的景況。
故於2002年開始，由陳義豐自行接手，於原先的住宅樓頂利用其面向桃園國際機場的視野優勢開起了露天咖啡廳，取名為「奇跡咖飛場」。藉由期盼「奇跡」能為空難現場創造「奇蹟」，除了恢復大園鄉的昔日風采外，也希望能在當地的觀光產業中更上一層樓，間接期望大家在觀看機場航班起降的時候，不僅能夠消除心中累積的悲痛、害怕，更能夠以勇敢的態度來看待空難現場。

## 環境與特色
位於桃園市大園區的國際路（ 台15線）二段，歷經多次改建，現今為一棟三層樓且中央部分具有機場塔台外型（水塔造景）的大型建築物。咖啡廳本身位於三樓，民眾需由建築中央部分的樓梯間進入，營業時間也曾調整過，開店早期因顧及舒適度的因素，於下午才開始營業，現今已改為上午營業。設有最低消費，不開放免費參觀。
店內分室內和室外兩大區，因其建築地點位於桃園國際機場（原中正機場）的北跑道左側圍牆外靠中央位置，距離跑道僅不到200公尺，因此不分風向皆能觀看到所有經由北跑道（05L-23R）起飛和降落的民用飛機。因其先天地理環境優勢加上三樓露天平台的賞機視野極佳，早期在桃園國際機場附近的賞機景點中已經小有名氣，近年來加上網際網路、旅遊及美食部落格的多方面傳播，已經成為臺灣北部地區極為有名的賞機景點。無論平日或假日均有不少民眾與航空迷（飛機攝影愛好者）前往喝咖啡兼賞機。其名氣之高加上離國際機場很近，連某些外國旅客前往臺灣旅遊時也會將其列為必來的景點之一。
JET日本台有一個外景類型的旅遊飲食節目《瀨上剛in台灣》（專門介紹臺灣景點美食的哈台族節目），其中的主角瀨上剛本人也曾經於2009年8月來過此處，節目播出後也間接的讓該咖啡廳的知名度大幅上升。
另外，由於有一部分的旅遊休閒新聞記者和部落客以及曾經去過的民眾，透過網際網路發布和分享相關景點資訊時，沒有能注意到咖啡店正式名稱之寫法，因此有很多「音同字異」的名稱流傳於網路中：不少人將「奇跡」誤植成「奇蹟」，將「咖飛場」誤植成「咖啡場」。

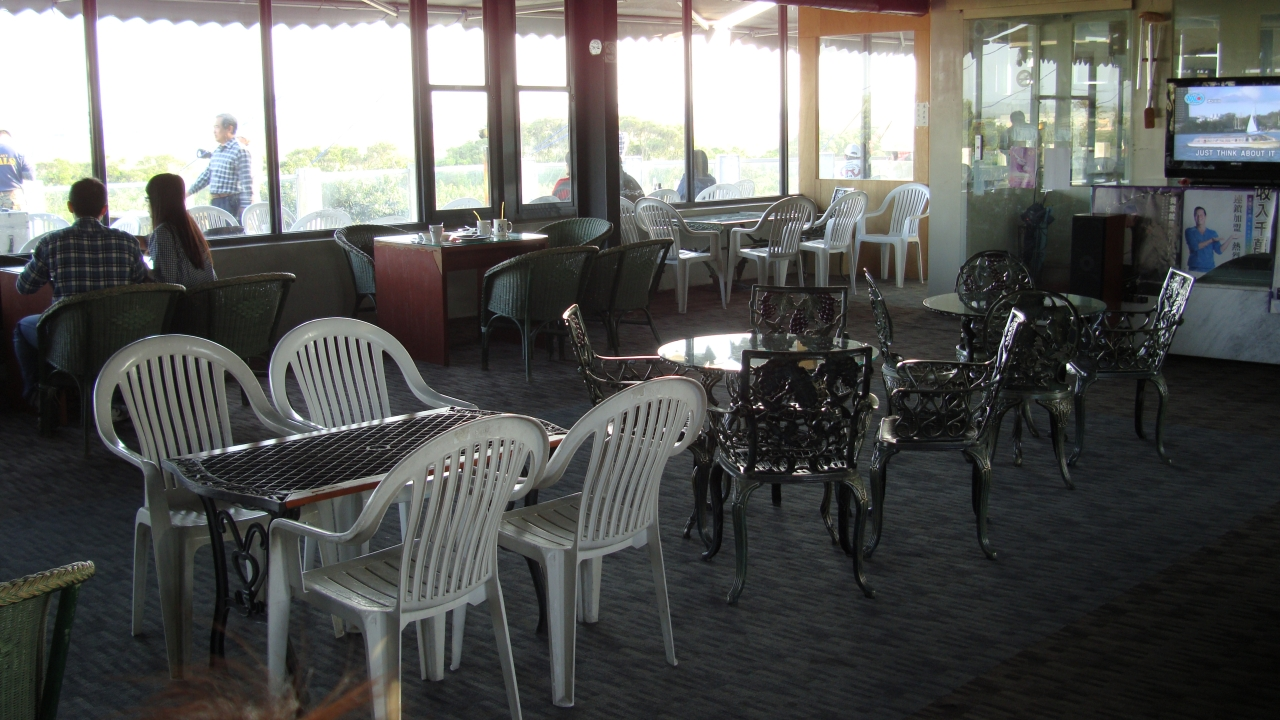
店內用餐區一角
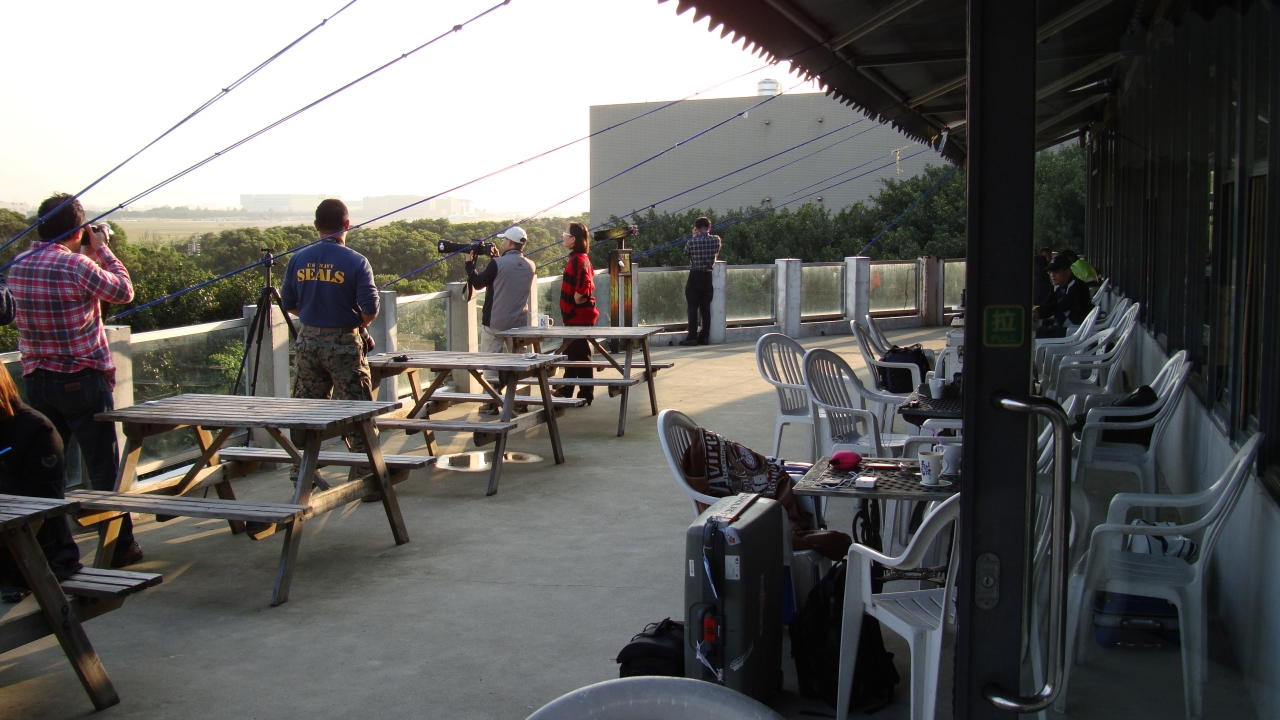
店外用餐&觀景區一角
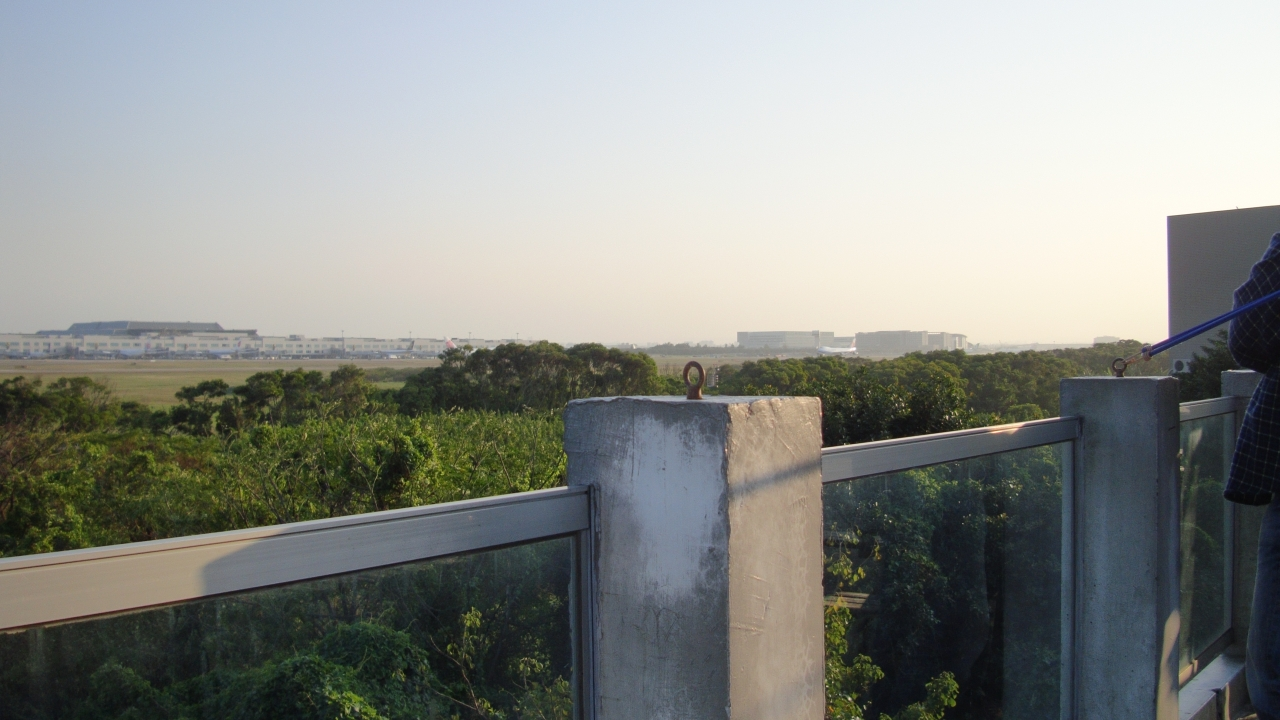
桃園國際機場視野一角
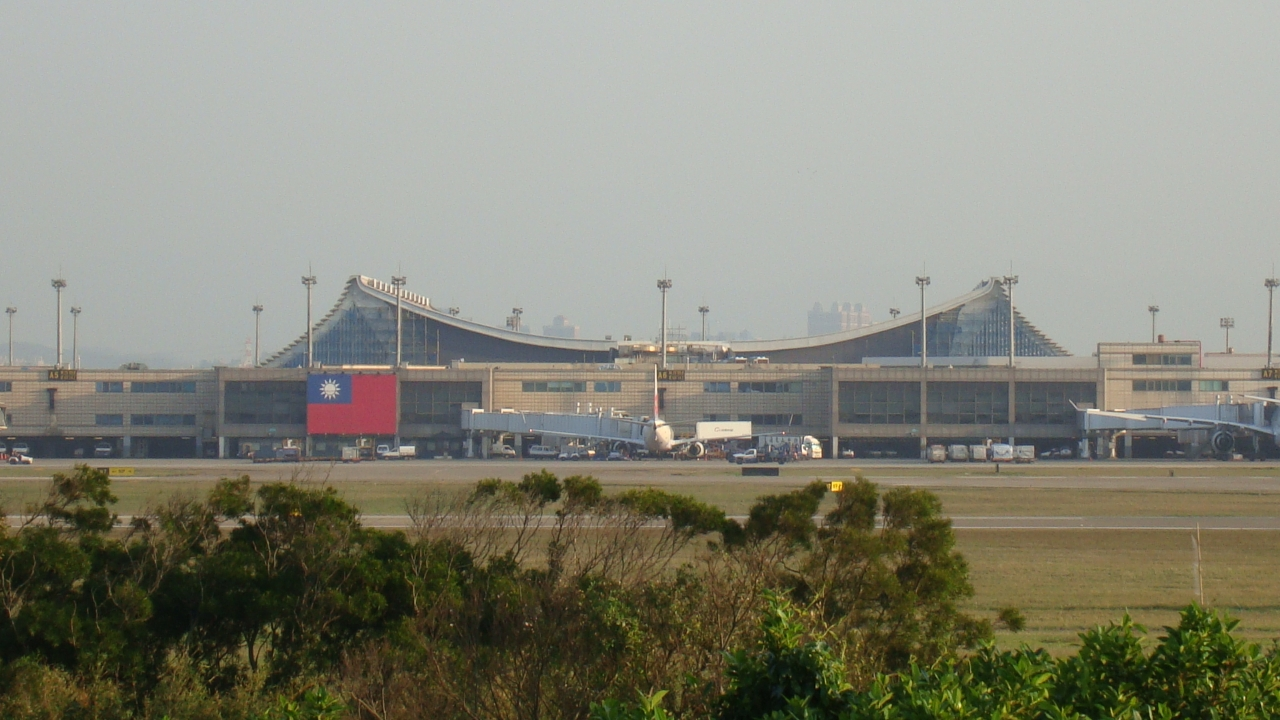
桃園國際機場第一航廈

## 可見機型

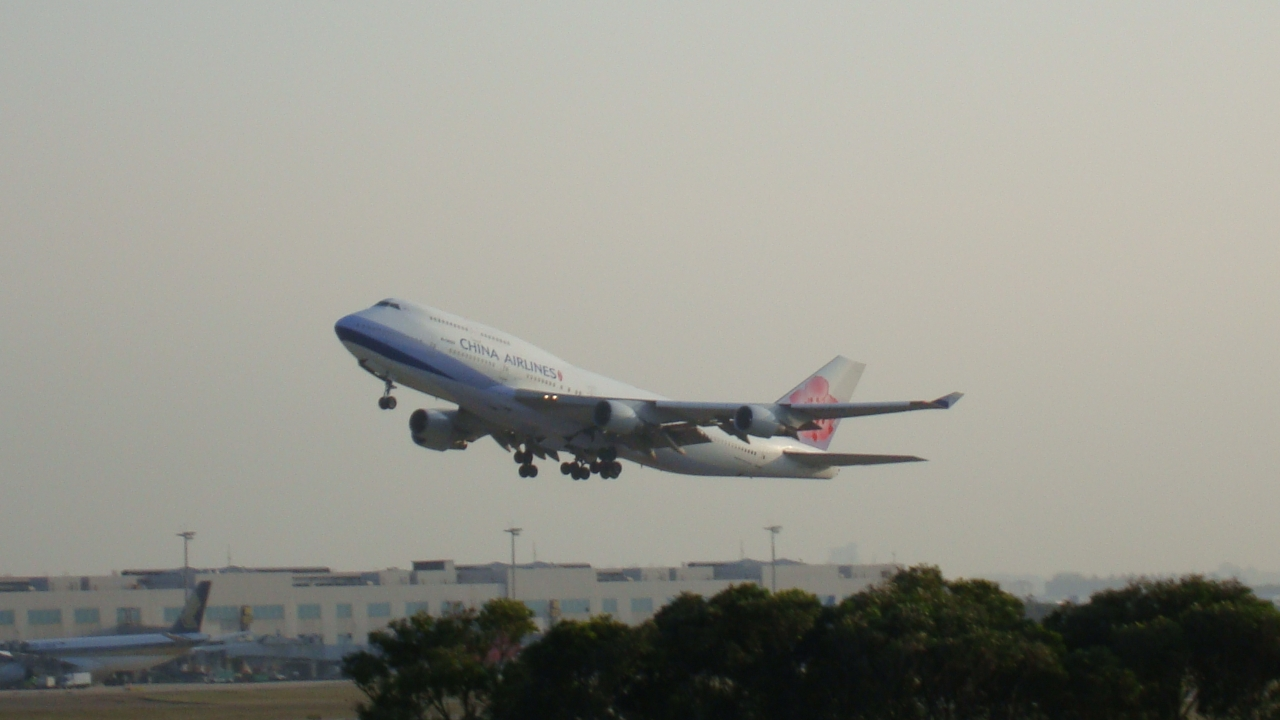
於奇跡所拍攝的中華航空B747-400型

因該景點位於桃園國際機場北跑道旁，除了北跑道（05L-23R）因為維修或其他因素關閉而導致所有航班需使用南跑道（05R-23L）起降造成觀賞視野受阻外，不論天候與機場風向，均可觀賞所有進場降落以及離場起飛的各國航空公司客機與貨機。目前可見的各大航空公司中，以桃園國際機場為樞紐機場及營運基地的中華航空和長榮航空最多。

## 空難殘骸

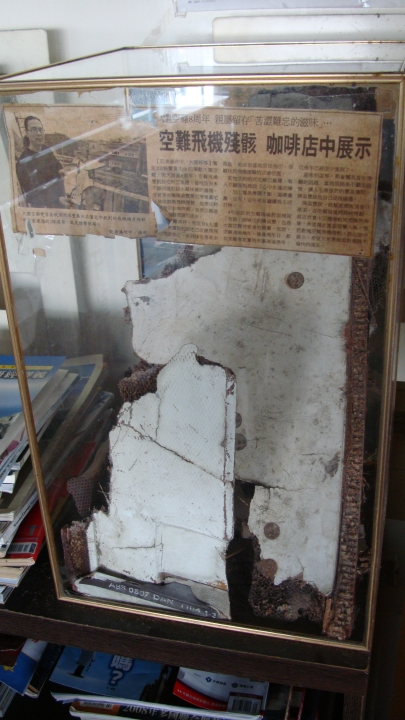
大園空難的A300型機體殘骸

陳老闆於2005年左右，在自家以前的舊宅（咖啡廳的對面）進行清理時，意外的發現到當年大園空難時中華航空失事的A300型空中巴士之一小部分機體殘骸，目前已經被妥善陳列於店內的其中一角，並於展示盒外貼上當年的相關報紙新聞之剪報，用以作為當年大園空難後所留下的唯一實體陳列物。

## 註
1. 1 2  台灣正體字中，「跡」為「痕跡」之「跡」，而「蹟」為「奇蹟」之「蹟」（「奇蹟」亦可作「奇跡」）。這兩個字在香港和日本統一作「跡」，在中國大陸統一作「迹」，故這些地區的人可能不會注意到其選字的用意。

## 外部連結
- 喝咖啡看飛機，遺跡變奇蹟（自由電子報 2008-10-15）
- 大園奇蹟咖飛場-吃喝玩樂-（页面存档备份，存于）（PChome個人新聞台 2009-3-18）
- 桃園奇跡咖飛場，賞飛機聽故事 - udn旅遊休閒（聯合新聞網 2009-5-10）